# Bergkirchen-GADA
Bergkirchen-GADA ist ein Gemeindeteil der Gemeinde Bergkirchen im oberbayerischen Landkreis Dachau.
Das etwa 58 Hektar große Gewerbegebiet liegt im nördlichen Quadranten der Anschlussstelle 78 (Dachau/Fürstenfeldbruck) der Bundesautobahn 8. Die Abkürzung GADA steht für „Gewerbegebiet an der Autobahn“.
Der Bebauungsplan für das Gewerbegebiet wurde vom Gemeinderat 2007 verabschiedet. Mit Bescheid vom 28. Mai 2013 wurde dem Gemeindeteil vom Landratsamt Dachau der Ortsname Bergkirchen-GADA erteilt.